# Cmentarz Mitiński
Cmentarz Mitiński w Moskwie (ros. Митинское кладбище) – nekropolia we wsi Otradnienskoje w rejonie Krasnogorskim Północno-zachodniego okręgu administracyjnego Moskwy, jedna z największych na terenie miasta
Cmentarz został założony w 1978. Przy jego budowie likwidacji uległy wsie Dudino i Aleksiejewskoje-Puszkino. W 1985 na cmentarzu otwarto krematorium. Na jego terenie istnieje Aleja Sławy, w której spoczywa 28 strażaków poległych przy gaszeniu pożaru w Czarnobylskiej Elektrowni Jądrowej w dniu 26 kwietnia 1986. W 1994 na cmentarzu powstała kaplica poświęcona ofiarom Czarnobyla i innych katastrof oraz Dzwonnica Pamięci (zlikwidowana w 2014). Na cmentarzu spoczywają także liczni żołnierze rosyjscy polegli w Czeczenii oraz ofiary katastrofy w akwaparku Transwaal-Park w 2004.
W prawosławnej części cmentarza znajduje się kaplica pw. Opieki Matki Bożej i kolumbarium. W cerkwi co roku odbywają się nabożeństwa upamiętniające ofiary katastrofy w Czarnobylu (26 kwietnia) i ataku terrorystycznego w Biesłanie (3 września). 